# إيبلا الدولية للإنتاج السينمائي والتلفزيوني
إِيبلا الدولية للإنتاج السينمائي والتلفزيوني هي شركة سوريّة مُنتجة للأعمال السينمائية والتلفزيونية.

## من أعمالها
- قلم حمرة (مسلسل)
- عرب لندن (مسلسل)
- لورنس العرب (مسلسل)
- نابليون والمحروسة (مسلسل)
- صدى الروح (مسلسل)
- الليلة الثانية بعد الألف (مسلسل)
- الظاهر بيبرس (مسلسل)
- هدوء نسبي (مسلسل)
- أوركيديا (مسلسل)